# Guacarí
San Juan Bautista de Guacari is een stad en een gemeente in Colombia, gelegen in het departement Valle del Cauca.
Guacari, dat ook Tierra del Saman wordt genoemd, werd op 20 november 1570 gesticht door Juan Lopez de Ayala. De gemeente heeft 31.055 inwoners.
Alcalá · Andalucía · Ansermanuevo · Argelia · Bolívar · Buenaventura · Bugalagrande · Caicedonia · Cali · Calima · Candelaria · Cartago · Dagua · El Águila · El Cairo · El Cerrito · El Dovio · Florida · Ginebra · Guacarí · Guadalajara de Buga · Jamundí · La Cumbre · La Unión · La Victoria · Obando · Palmira · Pradera · Restrepo · Riofrío · Roldanillo · San Pedro · Sevilla · Toro · Trujillo · Tuluá · Ulloa · Versalles · Vijes · Yotoco · Yumbo · Zarzal